# Sentiero geologico Antonio Stoppani
Il sentiero geologico Antonio Stoppani, nei pressi dell'abitato di Vezzano (Vallelaghi, Trentino), mette in collegamento otto pozzi glaciali. È ben segnalato, dotato di cartellonistica, curato e mantenuto in sicurezza dal comune di Vallelaghi. Seppur breve, a tratti è ripido e con scalinate, per cui si consigliano calzature adatte.

## Caratteristiche
I pozzi glaciali, un tempo noti anche col nome di "marmitte dei giganti", devono la loro origine al passaggio del ghiacciaio dell'Adige durante la glaciazione Würm, iniziata circa 110.000 anni fa e terminata circa 12.000 anni fa. Secondo le più comuni spiegazioni potrebbero essere stati scavati sia dall'acqua che scorreva sotto il ghiacciaio, sia da quella che vi scorreva sopra, infiltrata nel corpo del ghiacciaio con moto vorticoso attraverso alti pozzi naturali verticali, chiamati "inghiottitoi" o "mulini", portando con sé pietre porfiriche, alcune delle quali sono ancora oggi riconoscibili all'interno dei pozzi.

## Storia
È intitolato ad Antonio Stoppani, poiché fu lui che, nel 1875, nel suo peregrinare in Europa, individuò per la prima volta in Italia la presenza di questi pozzi proprio a Vezzano e ne comprese l'origine glaciale. Li descrisse poi nella sua opera Il Bel Paese: conversazioni sulle bellezze naturali, la geologia e la geografia fisica d'Italia e ne incentivò lo scavo.
Nel 1878-79 la S.A.T. eseguì i rilievi sul primo pozzo scoperto, chiamato dai locali "Bus dela Maria Mata", poi dedicato a Stoppani (n.3). Gli scavi furono subito seguiti da quelli del "Bus dei Poieti" (n.8), il più profondo, continuati nel 1906 e tra il 1966 e il 1975.
Nel 1971 fu realizzato il "Parco glaciologico A. Stoppani", ad opera del del Museo tridentino di scienze naturali. Sono poi seguiti diversi lavori di manutenzione, messa in sicurezza, segnaletica ed organizzate attività di valorizzazione da parte del Comune, dell'Agenzia del Lavoro, della Pro Loco, dell'A.P.T., del MUSE, della Rete delle Riserve della Sarca e dell'Ecomuseo della Valle dei Laghi.

## Percorso
Se ne propone la visita partendo dall'ampio parcheggio nei pressi del "Teatro Valle dei Laghi" in Via Stoppani, località Lusan, che si trova a metà del percorso, così da poterlo visitare in due tappe: verso nord-est c'è il tratto più faticoso, è lungo circa 1600 metri e vi si incontrano i primi 6 pozzi; il tratto verso sud, di più facile percorrenza, è lungo circa 1100 metri e vi si trovano i due pozzi più significativi. I pozzi 9 e 10, siti in luogo impervio, non sono raggiungibili dal sentiero segnalato.
Il sentiero si interseca con altri due percorsi di interesse: il casino dei Bersaglio degli Schützen ed il parco d'arte di Lusan.